# Vadillo de la Sierra (kommunhuvudort)
Vadillo de la Sierra är en kommunhuvudort i Spanien.   Den ligger i provinsen Provincia de Ávila och regionen Kastilien och Leon, i den centrala delen av landet, 120 km väster om huvudstaden Madrid. Vadillo de la Sierra ligger 1 353 meter över havet och antalet invånare är 119.
Terrängen runt Vadillo de la Sierra är kuperad, och sluttar norrut. Runt Vadillo de la Sierra är det glesbefolkat, med 12 invånare per kvadratkilometer. Närmaste större samhälle är Muñana, 9,5 km öster om Vadillo de la Sierra. Trakten runt Vadillo de la Sierra består i huvudsak av gräsmarker.